# Clogh (comté de Kilkenny)
Pour les articles homonymes, voir Clogh.
Clogh est un village en Irlande, situé dans le comté de Kilkenny.